# イングヴェ・ラーション
グスタフ・リカルト・イングヴェ・ラーション（スウェーデン語: Gustaf Richard Yngve Larsson、1881年12月13日 - 1977年12月16日）は、スウェーデンの政治家。シティ・コミッショナー、国会議員を務めた。
モダニストとして知られた。22年間ストックホルムの副市長を務め、ストックホルム地下鉄、中心部のノルマルム地区再開発など20世紀を代表する大規模な都市開発事業を政治的に率いた。この功績から、スウェーデン一の都市計画家と呼ばれる。
第二次世界大戦中は北欧諸国自由協会委員を務め、北欧のレジスタンス運動を率いた。国内外からいくつか勲章を授かった。